# Mohsin Al-Khaldi
Mohsin Johar Al-Khaldi (Saham, 16 agosto 1988) è un calciatore omanita, centrocampista del Saham e della nazionale omanita.

## Carriera

### Nazionale
Ha esordito in Nazionale nel 2015. Con la nazionale omanita ha preso parte alla Coppa d'Asia 2019.

## Statistiche

### Cronologia presenze in nazionale
| Cronologia completa delle presenze e delle reti in nazionale ― Oman | Cronologia completa delle presenze e delle reti in nazionale ― Oman | Cronologia completa delle presenze e delle reti in nazionale ― Oman | Cronologia completa delle presenze e delle reti in nazionale ― Oman | Cronologia completa delle presenze e delle reti in nazionale ― Oman | Cronologia completa delle presenze e delle reti in nazionale ― Oman | Cronologia completa delle presenze e delle reti in nazionale ― Oman | Cronologia completa delle presenze e delle reti in nazionale ― Oman |
| Data                                                                | Città                                                               | In casa                                                             | Risultato                                                           | Ospiti                                                              | Competizione                                                        | Reti                                                                | Note                                                                |
| ------------------------------------------------------------------- | ------------------------------------------------------------------- | ------------------------------------------------------------------- | ------------------------------------------------------------------- | ------------------------------------------------------------------- | ------------------------------------------------------------------- | ------------------------------------------------------------------- | ------------------------------------------------------------------- |
| 27-12-2018                                                          | Abu Dhabi                                                           | Oman                                                                | 0 – 0                                                               | India                                                               | Amichevole                                                          | -                                                                   |                                                                     |
| 09-01-2019                                                          | Sharjah                                                             | Uzbekistan                                                          | 2 – 1                                                               | Oman                                                                | Coppa d'Asia 2019 - 1º turno                                        | -                                                                   | 86’                                                                 |
| 20-1-2019                                                           | Abu Dhabi                                                           | Iran                                                                | 2 – 0                                                               | Oman                                                                | Coppa d'Asia 2019 - Ottavi di finale                                | -                                                                   | 81’                                                                 |
| Totale                                                              |                                                                     | Presenze                                                            | 3                                                                   |                                                                     | Reti                                                                | 0                                                                   |                                                                     |